# Ascon
Ascon — семейство блочных шифров, используемых для аутентифицированного шифрования с присоединёнными данными и хеширования. Набор шифров был разработан Кристофом Добраунигом, Марией Айхелзидер, Флорианом Менделем и Мартином Шлаффером. Шифры Ascon-128 и Ascon-128a стали победителями соревнования CAESAR в категории применения в приложениях с ограниченными ресурсами. 

## Историческая справка
Семейство шифров Ascon, используемое для аутентифицированного шифрования с присоединёнными данными и хеширования, было разработано Кристофом Добраунигом, Марией Айхелзидер, Флорианом Менделем и Мартином Шлаффером.
Шифры Ascon-128 и Ascon-128a были участниками соревнования CAESAR (2014 - 2019) и стали победителями в категории применения в приложениях с ограниченными ресурсами.
В августе 2019 года шифры семейства Ascon прошли во второй раунд процесса стандартизации Национального института стандартов и технологий в категории легковесной криптографии (англ. Lightweight Cryptography).

## Алгоритмы в семействе Ascon

### Аутентифицированное шифрование
Параметры в алгоритмах семейства Ascon, используемых для аутентифицированного шифрования:
- Размер ключа {\displaystyle k} ({\displaystyle k} ≤ 160 бит)
- Размер блока данных {\displaystyle r}
- Число {\displaystyle a}, количество раундов перестановок на начальной и завершающей стадиях
- Число {\displaystyle b}, количество раундов перестановок на промежуточных стадиях

Рекомендованы к использованию следующие конфигурации, соответствующие шифрам Ascon-128 и Ascon-128a .
| Название   | Значения параметров | Значения параметров | Значения параметров | Значения параметров |
| ---------- | ------------------- | ------------------- | ------------------- | ------------------- |
| Название   | k                   | r                   | a                   | b                   |
| Ascon-128  | 128 бит             | 64 бита             | 12                  | 6                   |
| Ascon-128a | 128 бит             | 128 бит             | 12                  | 8                   |

## Описание алгоритмов: аутентифицированное шифрование
Каждая непосредственная реализация алгоритма, заданная параметрами {\displaystyle k}, {\displaystyle r}, {\displaystyle a}, {\displaystyle b} определяет алгоритмы шифрования E(a, b, k, r) и дешифрования-верификации D(a, b, k, r).

### Входные и выходные данные

#### Алгоритм шифрованияE(a, b, k, r)
Входными данными для алгоритма шифрования являются:
- исходный текст P
- присоединённые данные A
- секретный ключ K размером k бит
- публичный номер сообщения N

Выходные данные для алгоритма шифрования:
- Аутентифицированный шифротекст C (такой же длины, как и P)
- Тег аутентификации T

{\displaystyle E_{(a,b,k,r)}\left(K,N,A,P\right)=\left(C,T\right)}

#### Алгоритм дешифрования-верификацииD(a, b, k, r)
Входными данными для алгоритма дешифрования-верификации являются:
- ключ K
- одноразовый код N (Nonce)
- шифротекст C
- тег T

Выходными данными являются исходный текст P, если проверка тега была успешной, или {\displaystyle \perp } (индикатор неуспешности верификации) в случае неуспеха.
{\displaystyle D_{(a,b,k,r)}\left(K,N,A,C,T\right)\in \{P,\perp \}}

### Стадии алгоритма
В алгоритмы шифрования и дешифрования входят следующие стадии:
- Инициализация
- Обработка присоединённых данных
- Обработка исходного текста / шифротекста
- Завершающая стадия

### Стадия инициализации
Внутреннее состояние в алгоритмах семейства Ascon задаётся 320-битным числом S. На стадии инициализации оно формируется из секретного ключа K из k бит, одноразового кода N из 128 бит, и числа IV, характеризующего алгоритм и формируемого из параметров {\displaystyle k}, {\displaystyle r}, {\displaystyle a}, {\displaystyle b}, записанных 8-битными целыми числами:
{\displaystyle {\begin{array}{lcr}{IV}_{\,k,\,r,\,a,\,b}=k\,||\,r\,||\,a\,||\,b\,||\,0^{160-k}={\begin{cases}80400c0600000000\quad {\text{(Ascon-128)}}\\80800c0800000000\quad {\text{(Ascon-128a)}}\end{cases}}\\S={IV}_{\,k,\,r,\,a,\,b}\,||\,K\,||\,N\end{array}}}
Затем к начальному состоянию S применяется {\displaystyle a} раундов перестановок с последующим XOR со значением секретного ключа K:
{\displaystyle S\longleftarrow p^{a}(S)\oplus \left(0^{320-k}\,||\,K\right)}

### Стадия обработки присоединённых данных
При шифровании и дешифровании Ascon обрабатывает присоединённые данные A блоками по {\displaystyle r} бит. К присоединённым данным A приписывается единица и минимальное число нулей, необходимое для получения числа с размером кратным {\displaystyle r} бит. Далее получившееся число делится на {\displaystyle s} блоков по {\displaystyle r} бит в каждом. В случае, когда присоединённые данные отсутствуют, данные операции опускаются.
{\displaystyle A_{1},\,A_{2},\,\dots ,\,A_{s}\longleftarrow {\begin{cases}{\text{r - битные блоки}}\,A\,||\,1\,||\,0^{r-1-\left(|A|\mod r\right)}\quad |A|>0\\\varnothing \quad |A|=0\end{cases}}}
Далее к каждому блоку {\displaystyle A_{i},\,1\leq i\leq s}  применяется операция XOR c первыми {\displaystyle r} битами состояния S. Затем выполняется {\displaystyle b} раундов перестановок над числом S:
{\displaystyle S\longleftarrow p^{b}\left(\left(S_{r}\oplus A_{i}\right)\,||\,S_{320-r}\right)\quad 1\leq i\leq s}
В конце производится операция XOR c однобитной константой разделения:
{\displaystyle S\longleftarrow S\oplus \left(0^{319}\,||\,1\right)}

### Стадия обработки исходного текста / шифротекста
Ascon обрабатывает исходный текст P блоками по {\displaystyle r} бит. К исходному тексту P приписывается единица и минимальное число нулей, необходимое для получения числа с размером кратным {\displaystyle r} бит. Далее получившееся число делится на {\displaystyle t} блоков по {\displaystyle r} бит в каждом:
{\displaystyle P_{1},\,P_{2},\,\dots ,\,P_{t}\longleftarrow {\text{r - битные блоки}}\,P\,||\,1\,||\,0^{\left(|P|\mod r\right)}}

#### Шифрование
Из каждого блока {\displaystyle P_{i},\,1\leq i\leq t}, используя XOR c первыми {\displaystyle r} битами состояния S, получается блок шифротекста {\displaystyle C_{i}}. При этом при выделении каждого из блоков {\displaystyle C_{i}} кроме последнего над состоянием S производится {\displaystyle b} раундов перестановок:
{\displaystyle {\begin{array}{lcl}C_{i}&\longleftarrow &S_{r}\oplus P_{i}\\S&\longleftarrow &{\begin{cases}p^{b}\,\left(C_{i}\,||\,S_{320-r}\right)&\,&1\leq i<t\\C_{i}\,||\,S_{320-r}&\,&i=t\end{cases}}\end{array}}}
При выделении последнего блока  {\displaystyle C_{t}} его размер преобразуется так, чтобы размер полученнего шифротекста совпадал с размером исходного текста:
{\displaystyle {\tilde {C_{t}}}\longleftarrow {\left\lfloor C_{t}\right\rfloor }_{|P|\mod r}}

#### Дешифрование
Для каждого из блоков шифротекста {\displaystyle C_{i}} кроме последнего блок исходного текста {\displaystyle P_{i}} получается за счёт применения XOR к первым {\displaystyle r} битам состояния S. При этом эти {\displaystyle r} бит замещаются соответствующим {\displaystyle C_{i}}. Кроме того, для всех блоков {\displaystyle C_{i}} кроме последнего при выделении {\displaystyle P_{i}} состояние S преобразуется за счёт {\displaystyle b} раундов перестановок:
{\displaystyle {\begin{array}{lcr}P_{i}\longleftarrow S_{r}\oplus C_{i}\\S\longleftarrow p^{b}\left(C_{i}\,||\,S_{320-r}\right)\quad 1\leq i<t\end{array}}}
Преобразование для последнего преобразованного блока  {\displaystyle {\tilde {C_{t}}}}:
{\displaystyle {\begin{array}{lcr}{\tilde {P_{t}}}\longleftarrow {\left\lfloor S_{r}\right\rfloor }_{l}\oplus {\tilde {C_{t}}}\\S\longleftarrow \left(S_{r}\oplus \left({\tilde {P_{t}}}\,||\,1\,||\,0^{r-1-l}\right)\right)\,||\,S_{320-r}\end{array}}}

### Завершающая стадия
В завершающей стадии применяется операция XOR к секретному ключу и состоянию S. Затем к состоянию S применяются {\displaystyle a} раундов перестановок. Тег T получается за счёт применения операции XOR к последним 128 битам состояния S (наименее значимым) и к последним 128 битам ключа K:
{\displaystyle {\begin{array}{lcr}S\longleftarrow p^{a}\left(S\oplus \left(0^{r}\,||\,K\,||\,0^{320-r-k}\right)\right)\\T\longleftarrow {\left\lceil S\right\rceil }^{128}\oplus {\left\lceil K\right\rceil }^{128}\end{array}}}
Алгоритм шифрования возвращает тег T вместе с шифротекстом {\displaystyle C_{1}\,||\,C_{2}\,||\,\dots ||\,{\tilde {C_{t}}}}.
Алгоритм дешифрования-верификации возвращает исходный текст {\displaystyle P_{1}\,||\,P_{2}\,||\,\dots ||\,{\tilde {P_{t}}}} в случае, если сгенерированный тег совпадает с тегом, переданным как параметр.

## Перестановки в шифрах Ascon
Главные процессы в шифрах Ascon это перестановки {\displaystyle p^{a}} и {\displaystyle p^{b}}. Они осуществляются над внутренним состоянием S, которое делится на 5 слов по 64 бит каждое {\displaystyle x_{0},\,x_{1},\,x_{2},\,x_{3},\,x_{4}}. В алгоритме перестановок последовательно применяется преобразование, которое основывается на SP-сети. Данное преобразование составляют 3 основных стадии:
1. Стадия прибавления констант
2. Стадия замещения с 5-битным блоком замещения (англ. Substitution Box или S-box)
3. Стадия линейной диффузии с 64-битными диффузионными функциями

### Стадия прибавления констант
На данной стадии к слову {\displaystyle x_{2}} в раунде перестановки {\displaystyle i} добавляется константа {\displaystyle c_{m}}, где {\displaystyle m=i} для перестановок  {\displaystyle p^{a}} и {\displaystyle m=i+a-b} для перестановок {\displaystyle p^{b}}:
{\displaystyle x_{2}\longleftarrow x_{2}\oplus c_{m}}
Значения констант задаются следующей таблицей:
| {\displaystyle p^{12}} | {\displaystyle p^{8}} | {\displaystyle p^{6}} | Константа {\displaystyle c_{m}} | {\displaystyle p^{12}} | {\displaystyle p^{8}} | {\displaystyle p^{6}} | Константа {\displaystyle c_{m}} |
| ---------------------- | --------------------- | --------------------- | ------------------------------- | ---------------------- | --------------------- | --------------------- | ------------------------------- |
| 0                      |                       |                       | 000000000000000000f0            | 6                      | 2                     | 0                     | 00000000000000000096            |
| 1                      |                       |                       | 000000000000000000e1            | 7                      | 3                     | 1                     | 00000000000000000087            |
| 2                      |                       |                       | 000000000000000000d2            | 8                      | 4                     | 2                     | 00000000000000000078            |
| 3                      |                       |                       | 000000000000000000c3            | 9                      | 5                     | 3                     | 00000000000000000069            |
| 4                      | 0                     |                       | 000000000000000000b4            | 10                     | 6                     | 4                     | 0000000000000000005a            |
| 5                      | 1                     |                       | 000000000000000000a5            | 11                     | 7                     | 5                     | 0000000000000000004b            |

### Стадия замещения
На стадии замещения параллельно применяется 5-битный блок замещения (S-блок) {\displaystyle S(x)} к каждому соответствующему битовому массиву из слов {\displaystyle x_{0},\,x_{1},\,x_{2},\,x_{3},\,x_{4}}. Представленный в виде таблицы поиска S-блок для семейства шифров Ascon:
| x    | 0 | 1 | 2  | 3  | 4  | 5  | 6 | 7 | 8  | 9 | a | b  | c  | d | e | f  | 10 | 11 | 12 | 13 | 14 | 15 | 16 | 17 | 18 | 19 | 1a | 1b | 1c | 1d | 1e | 1f |
| ---- | - | - | -- | -- | -- | -- | - | - | -- | - | - | -- | -- | - | - | -- | -- | -- | -- | -- | -- | -- | -- | -- | -- | -- | -- | -- | -- | -- | -- | -- |
| S(x) | 4 | b | 1f | 14 | 1a | 15 | 9 | 2 | 1b | 5 | 8 | 12 | 1d | 3 | 6 | 1c | 1e | 13 | 7  | e  | 0  | d  | 11 | 18 | 10 | c  | 1  | 19 | 16 | a  | f  | 17 |

### Стадия линейной диффузии
На стадии линейной диффузии делается преобразование диффузии в каждом 64-битном слове {\displaystyle x_{0},\,x_{1},\,x_{2},\,x_{3},\,x_{4}} за счёт применения линейных функций к каждому слову {\displaystyle x_{i}}:
{\displaystyle x_{i}\longleftarrow \sum _{i}\left(x_{i}\right)\quad 0\leq i\leq 4}
Для семейства Ascon линейные диффузионные функции реализованы как:
{\displaystyle {\begin{array}{l}x_{0}&\longleftarrow \sum _{0}\left(x_{0}\right)=x_{0}\oplus \left(x_{0}\ggg 19\right)\oplus \left(x_{0}\ggg 28\right)\\x_{1}&\longleftarrow \sum _{1}\left(x_{1}\right)=x_{1}\oplus \left(x_{1}\ggg 61\right)\oplus \left(x_{1}\ggg 39\right)\\x_{2}&\longleftarrow \sum _{2}\left(x_{2}\right)=x_{2}\oplus \left(x_{2}\ggg 1\right)\oplus \left(x_{2}\ggg 6\right)\\x_{3}&\longleftarrow \sum _{3}\left(x_{3}\right)=x_{3}\oplus \left(x_{3}\ggg 10\right)\oplus \left(x_{3}\ggg 17\right)\\x_{4}&\longleftarrow \sum _{4}\left(x_{4}\right)=x_{4}\oplus \left(x_{4}\ggg 7\right)\oplus \left(x_{4}\ggg 41\right)\\\end{array}}}

## Преимущества шифров Ascon

### Высокий уровень надёжности
Шифры Ascon-128 и Ascon-128a стали победителями соревнования CAESAR в категории применения в приложениях с ограниченными ресурсами.  На данный момент с учётом продолжительного публичного исследования и криптоанализа предложенных шифров не было выявлено недостатков в надёжности шифров.

### Простота реализации
Алгоритмы Ascon работают с 64-битными словами и используют лишь простые побитовые операции. Это существенно упрощает реализацию алгоритмов семейства на новых платформах.

### Интерактивность и однопроходность
Алгоритмы семейства Ascon могут быть использованы в интерактивном режиме, т.е. в условиях, когда входные данные и их длина ещё не известны полностью. Кроме того, для работы алгоритмов шифрования и дешифрования достаточно лишь одного прохода по данным.